# Olé Coltrane
Albums de John Coltrane
Africa/Brass
(1961) Live at the Village Vanguard
(1961)
Olé Coltrane est un album du saxophoniste de jazz John Coltrane sorti en 1961 chez Atlantic.

## Historique
Il a été réalisé par Phil Ramone en 1961 sous le label Atlantic. Le titre To Her Ladyship ne figure pas sur l'album original (il figurait sur l'album vinyle The Coltrane Legacy - Atlantic SD 1553 sous le titre Original Untitled Ballad).
Le titre de l'album est une sorte de réponse à l'album Sketches of Spain de Miles Davis.

## Titres
| No | Titre           | Musique       | Durée |
| -- | --------------- | ------------- | ----- |
| 1. | Olé             | John Coltrane | 18:15 |
| 2. | Dahomey Dance   | John Coltrane | 10:52 |
| 3. | Aisha           | McCoy Tyner   | 7:39  |
| 4. | To Her Ladyship | Billy Frasier | 8:58  |

## Musiciens
- John Coltrane : saxophone soprano sur Olé et saxophone ténor sur Dahomey Dance et Aisha
- Eric Dolphy (crédité George Lane)[1] : flûte sur Olé et saxophone alto sur Dahomey Dance et Aisha
- Freddie Hubbard : trompette
- McCoy Tyner : piano
- Reggie Workman : contrebasse
- Art Davis : contrebasse sur Olé et Dahomey Dance
- Elvin Jones : batterie